# Falklandská hokejová reprezentace
Falklandská hokejová reprezentace je národní hokejové mužstvo Falkland. Falklandy dosud nejsou členem Mezinárodní federace ledního hokeje a nemohou se proto účastnit mistrovství světa ani zimních olympijských her.

## Mezistátní utkání Falkland
02.07.2015  Falklandy 8:2 Yetis de Cero Grado Santiago 
Hrálo se 40 minut.
03.07.2015  Falklandy 14:3 Kotaix Punta Arenas 
Hrálo se 40 minut.
04.07.2015  Falklandy 6:3 Dragones Rio Grande 
Hrálo se 40 minut.
05.07.2015  Falklandy 9:3 Dragones Rio Grande 
Hrálo se 40 minut.